# Saint-Paul-en-Jarez
Saint-Paul-en-Jarez é uma comuna francesa na região administrativa de Auvérnia-Ródano-Alpes, no departamento de Loire. Estende-se por uma área de 19,98 km². Em 2010 a comuna tinha 4 891 habitantes (densidade: 244,8 hab./km²).